# (263) Dresda
(263) Dresda es un asteroide perteneciente al cinturón de asteroides descubierto el 3 de noviembre de 1886 por Johann Palisa desde el observatorio de Viena, Austria.
Está nombrado por la ciudad alemana de Dresde.
Forma parte de la familia asteroidal de Coronis.